# Ngô Hi Trạch
Ngô Hi Trạch (tiếng Trung: 吴希泽; bính âm: Wú Xī Zé, sinh ngày 19 tháng 10 năm 1996), còn được gọi là Caesar Wu, là một diễn viên, ca sĩ và người mẫu Trung Quốc. Anh được biết đến với vai diễn Tây Môn Ngạn trong bộ phim truyền hình Vườn sao băng (2018), bộ phim đã đưa anh trở nên nổi tiếng ở Trung Quốc và quốc tế.

## Sự nghiệp
Nam diễn viên nổi tiếng với vai diễn đầu tay Tây Môn Ngạn trong bộ phim truyền hình Vườn sao băng năm 2018, phiên bản làm lại của bộ phim truyền hình Đài Loan nổi tiếng Vườn sao băng dựa trên bộ Manga shoujo Nhật Bản Boys Over Flowers (花より男子 Hana Yori Dango) được viết bởi Kamio Yoko. Sau đó, Ngô Hi Trạch xuất hiện trên tạp chí Harper's Bazaar Trung Quốc với các diễn viên chính của Vườn sao băng là Vương Hạc Đệ, Trần Quan Hồng và Lương Tĩnh Khang trong số ra tháng 11.
Năm 2019, anh được chọn tham gia bộ phim lịch sử Trường An thiếu niên hành và bộ web-drama ngôn tình cổ trang Tiểu nương tử nhà tướng quân.

## Phim

### Phim truyền hình
| Năm  | Tiêu đề                         | Tên tiếng Trung | Vai diễn     | Vai trò       | Mạng          | Ghi chú |
| ---- | ------------------------------- | --------------- | ------------ | ------------- | ------------- | ------- |
| 2018 | Vườn sao băng                   | 流星花园        | Tây Môn Ngạn | Vai thứ chính | Hồ Nam TV     |         |
| 2020 | Trường An thiếu niên hành       | 长安少年行      | Dương Tử An  | Vai chính     | Tencent Video |         |
| 2020 | Tiểu nương tử nhà tướng quân    | 将军家的小娘子  | Sở Tu Minh   | Vai chính     | Youku         |         |
| 2021 | Nhất phiến băng tâm tại ngọc hồ | 一片冰心在玉壶  | Triển Chiêu  | Vai chính     | Youku         | [ 6 ]   |
| 2022 | Ngôi sao lấp lánh               | 一闪一闪亮星星  | Triển Vũ     | Vai phụ       | IQiyi         |         |

### Micro-film
| Năm  | Tiêu đề       | Tiêu đề tiếng Anh  | Vai diễn | Ghi chú                   |
| ---- | ------------- | ------------------ | -------- | ------------------------- |
| 2021 | Như Mộng lệnh | The Dreamlike Seal | Phù Diệp | Đóng cặp với Hà Hoằng San |

## Đĩa nhạc
| Năm  | Tiêu đề                        | Tiêu đề tiếng Trung | Album                            | Ghi chú                                              |
| ---- | ------------------------------ | ------------------- | -------------------------------- | ---------------------------------------------------- |
| 2018 | "For you"                      |                     | N/A                              | với Vương Hạc Đệ, Trần Quan Hồng và Lương Tĩnh Khang |
| 2018 | "Làm nên kỷ niệm"              | 创造回忆            | OST Vườn sao băng 2018           | với Vương Hạc Đệ, Trần Quan Hồng và Lương Tĩnh Khang |
| 2018 | "Nghĩ cũng không nghĩ đến"     | 从来没想到          | OST Vườn sao băng 2018           | với Vương Hạc Đệ, Trần Quan Hồng và Lương Tĩnh Khang |
| 2018 | "Điên cuồng nghĩ về em"        | 想你想到快疯了      | OST Vườn sao băng 2018           | với Vương Hạc Đệ, Trần Quan Hồng và Lương Tĩnh Khang |
| 2020 | "Khoảnh khắc Hoa nở"           | 花开的瞬间          | OST Trường An thiếu niên hành    | với Vương Ngọc Văn                                   |
| 2020 | "Giấc mộng không thể chạm đến" | 遥不可及的梦        | OST Trường An thiếu niên hành    | với Vương Ngọc Văn                                   |
| 2020 | "Vì một người"                 | 为一人              | OST Tiểu nương tử nhà tướng quân | với Thang Mẫn                                        |